# Actief/passief (taalkunde)
In de Indo-Europese talen, en dus ook in het Nederlands, kunnen zinnen worden opgebouwd in een lijdende vorm of bedrijvende vorm vorm. Een zin in de bedrijvende vorm heet een actieve zin; een zin in de lijdende vorm heet een passieve zin. Voorbeelden:
- Actieve zin (of zin in de bedrijvende vorm): De chirurg opereert de soldaat.
- Passieve zin (of zin in de lijdende vorm): De soldaat wordt door de chirurg geopereerd.

Deze verschillende manieren om zinnen op te bouwen vertonen inhoudelijk een duidelijke samenhang, maar ze verschillen met betrekking tot het gezichtspunt van waaruit de handeling wordt voorgesteld.

## Effecten
Bij een lijdende zin ondergaat het grammaticaal onderwerp de centrale handeling waarover de zin gaat. In een bedrijvende zin is het onderwerp juist het zinsdeel dat de handeling van het gezegde uitvoert. Bij een lijdende zin valt dus ook de nadruk op het gedeelte van de zin dat in actieve vorm het lijdend voorwerp geweest zou zijn. Naast het benadrukken van dit specifieke zinsdeel, kan ook de handeling meer tot uitdrukking komen. Tot slot kan het zinsdeel dat in de bedrijvende vorm automatisch genoemd wordt en vaak door de plaats in de zin (vooraan) benadrukt wordt, een heel andere plaats krijgen. Het onderwerp van de bedrijvende zin kan zelfs worden weggelaten in een lijdende zin, waardoor de nadruk geheel vervalt.
Samengevat wordt het onderwerp van een bedrijvende zin door het omzetten naar een lijdende zin gedegradeerd. Het wordt handelend voorwerp en kan in die hoedanigheid desgewenst achterwege worden gelaten. Met betrekking tot de letterlijke betekenis heeft dit minder of geen effect, maar de accenten, nadruk, et cetera veranderen.

## Terminologie
In het Latijn worden de passieve en actieve werkwoordsvormen de genera verbi genoemd (enkelvoud: genus verbi, letterlijk: soort werkwoord). In het Grieks wordt het verschijnsel dat er een passieve en actieve werkwoordsvorm bestaat diathesis genoemd. In het Engels heet dit verschijnsel voice. De afleiding van een passieve zin uit een actieve noemt men passivisatie of passivisering.
Verwant aan de passief is de antipassief, waarbij niet het onderwerp maar het lijdend voorwerp onderdrukt wordt. Een onpersoonlijk passief is een passieve zin die is afgeleid van een actieve zin met een onovergankelijk (intransitief) werkwoord.
Tot deze grammaticale categorie, de genera verbi, hoort ten slotte ook het medium, dat gebruikt wordt om aan te geven dat de handeling zowel uitgaat van als gericht is op het subject.

## Bedrijvende vorm
De bedrijvende of actieve vorm is in het Nederlands en veel andere talen de gebruikelijkste zinsconstructie waarmee een handeling wordt beschreven. Een zin met deze constructie wordt ook wel een "bedrijvende zin" genoemd. Kenmerkend voor de bedrijvende vorm is dat het overgankelijke (transitieve) werkwoord in de actieve vorm staat. 
Een eenvoudig voorbeeld van een Nederlandse zin in de bedrijvende vorm is:
- Piet (onderwerp) leest (persoonsvorm) een boek (lijdend voorwerp) .

Soms kan in een zin die in de bedrijvende vorm staat, het object toch naar voren worden gehaald om het meer nadruk te geven. Er treedt dan tevens inversie op: 
- Die man (lijdend voorwerp) zou (persoonsvorm) ik (onderwerp) wel willen slaan (werkwoordelijke rest)!

Het lijdend voorwerp kan in dit geval ook herhaald worden (door een zogenoemd steunpronomen), vooral in de gesproken taal:
- Die man, die zou ik wel willen slaan!
- Die zou ik wel willen slaan, die man!

## Lijdende vorm
Een zin met een lijdende constructie wordt ook wel een 'lijdende zin' genoemd. Het oorspronkelijke onderwerp van de bedrijvende zin wordt in de lijdende zin soms helemaal weggelaten als de betekenis duidelijk genoeg is en in andere gevallen wordt het vervangen door een bepaling met door, ook wel het handelend voorwerp geheten.
Het gezegde in de lijdende vorm wordt gevormd met het hulpwerkwoord 'worden' en een passief deelwoord dat dezelfde vorm heeft als het voltooid deelwoord.
Voorbeeld:
- Dit boek wordt veel gelezen (... door studenten).

De bijbehorende actieve constructie zou kunnen zijn:
- Men leest dit boek veel.

De bedrijvende vorm 'Hij schreef dat artikel' wordt in de lijdende vorm: 'Dat artikel werd (door hem) geschreven.'

## Voltooide tijd
Wanneer er in de lijdende vorm sprake is van een voltooide tijd, dan is het voltooid deelwoord altijd 'geworden'. Vaak blijft dit achterwege en in bepaalde gevallen is het gebruik niet meer vanzelfsprekend. Met name bij deponente werkwoorden, waarvan het Nederlands er slechts enkele heeft, wordt het voltooid deelwoord geworden achterwege gelaten. In andere situaties is het facultatief. De aan het voltooid deelwoord qua vorm gelijke werkwoord dat centrale handeling uitdrukt, heet ter onderscheid 'passief deelwoord'.
Voorbeelden
- Janneke is geboren (geworden) in het laatste jaar van de oorlog.

'Geboren' is hier een passief deelwoord (deponent). 'Geworden' is voltooid deelwoord, maar kan desgewenst achterwege blijven
- Hans is veel gepest (geworden)

Hier is 'gepest' het passief deelwoord. 'Geworden' is het voltooid deelwoord, dat desgewenst achterwege kan blijven.
- (Actief) Ik val. Ik ben gevallen.
- (Actief) Ik val aan. Ik heb aangevallen. (Passief) Ik ben aangevallen (door ...).
- (Actief) Ik loop. Ik heb gelopen. Ik ben gelopen.